# Масмак
Тврђава Масмак (арап. قصر المصمك, Каср ал-Масмак ) је комплекс утврђења у главном граду Саудијске Арабије Ријаду који је имао посебну улогу у историји земље.

## Историја
Тврђава је подигнута око 1865. године у престоници арапског племена Ал Сауд. Ал Сауди су били толико ослабљени унутрашњим сукобима да су у годинама које су уследиле дошли под власт Ал Рашида из Хаила, који су проширили своје царство северно од Ријада и потчинили унутрашњост Арапског полуострва. Протерали су емира Ал Сауда из Ријада, који је отишао у изгнанство у Кувајт 1891. године.
У јануару 1902, млади емир Абд ал-Азиз ибн Сауд, заједно са седам следбеника, успео је да прегази тврђаву Масмак и преузме град Ријад. Овај напад на тврђаву у средишту градских трговачких активности и заузимање територије предака Ал Сауда од 1824. године, био је почетак освајања читавог подручја данашње Саудијске Арабије, које је завршено тек 1932. године, освајањем Асира.

## Структура
Тврђава Масмак је изграђена на каменој основи од цигли од блата у центру данашњег старог града Ријада. На угловима трга дебелих зидова стоје стражарске куле. Једини приступ тврђави је кроз капију од палминих стабала, висине 3,65 метара и ширине 2,65 метара. У средини капије су врата која су довољно широка да дозволи само једној особи да уђе или изађе из тврђаве истовремено.
Унутар тврђаве је џамија и чесма. Унутрашњи плафони су од фарбаних палминих дебла. Осликана су и спољна врата у лавиринтском распореду дворишта и просторија.

## Употреба
Тврђава Масмак је коришћена као седиште владе Краљевине од 1902. до 1938. године. Тек тада је завршена нова палата, палата Мураба, северно од Старог Ријада. Обе структуре сада служе као музеји и део су историјског центра краља Абд ал-Азиза ибн Сауда у Ријаду.